# Giuliano Cesarini der Jüngere

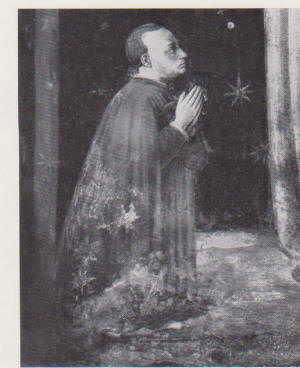
Porträt Kardinal Cesarini (Stifterbild)

Giuliano Cesarini der Jüngere (* 20. Mai 1466 in Rom; † 1. Mai 1510 ebenda) war ein italienischer Kardinal.

## Biografie

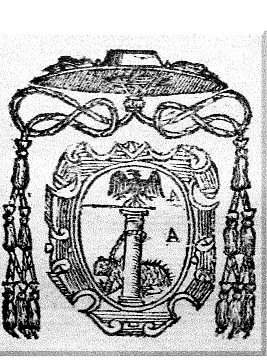
Cesarinis Kardinalswappen

Cesarini war der Sohn von Gabriele Cesarini, einem Gonfaloniere des römischen Volkes, und der römischen Adeligen Godina Colonna. Er ist der Schwager von Gerolama Borgia, einer der unehelichen Töchter von Papst Alexander VI. Borgia und Neffe des gleichnamigen Kardinals Giuliano Cesarini (weitere Kardinäle, die zur Familie Cesarini gehörten, waren Alessandro Cesarini der Ältere und Alessandro Cesarini der Jüngere).
Er war zunächst Apostolischer Protonotar und Kanoniker im Kapitel der Vatikanischen Basilika. Am 20. September 1493 wurde er zum Kardinal im Konsistorium ernannt und erhielt die Diakonie von Santi Sergio e Bacco. 1503 entschied er sich für die Diakonie von Sant’Angelo in Pescheria.
Am 2. Januar 1495 besuchte er König Karl VIII. von Frankreich, der sich in Rom aufhielt, und begleitete den Papst im Mai nach Orvieto. In der Folge erhielt er verschiedene Vergünstigungen, unter anderem als Kommendeabt des Benediktinerklosters von Saint-Michel de Cuxa in der Diözese Perpignano, als Kanoniker des Kapitels der Kathedrale Saint-Lambert in Lüttich (1496–1500) und von 1500 bis zu seinem Tod als apostolischer Administrator des Stuhls von Ascoli Piceno, sowie von 1505 bis zu seinem Tod als Kommendeabt der Abtei Nonantola. Er nahm an den beiden Konklaven von 1503 teil, die Pius III. und Julius II. wählten.
Cesarini starb plötzlich im Jahr 1510 in Rom und wurde in der Basilika Santa Maria in Aracoeli begraben.